# Hypocenomyce
Гіпоценоміце (Hypocenomyce) — рід лишайників родини Ophioparmaceae. Назва вперше опублікована 1951 року.
В Україні зустрічається Гіпоценоміце антракотовий (Hypocenomyce anthracophila), Гіпоценоміце сороносний (Hypocenomyce sorophora).

## Галерея

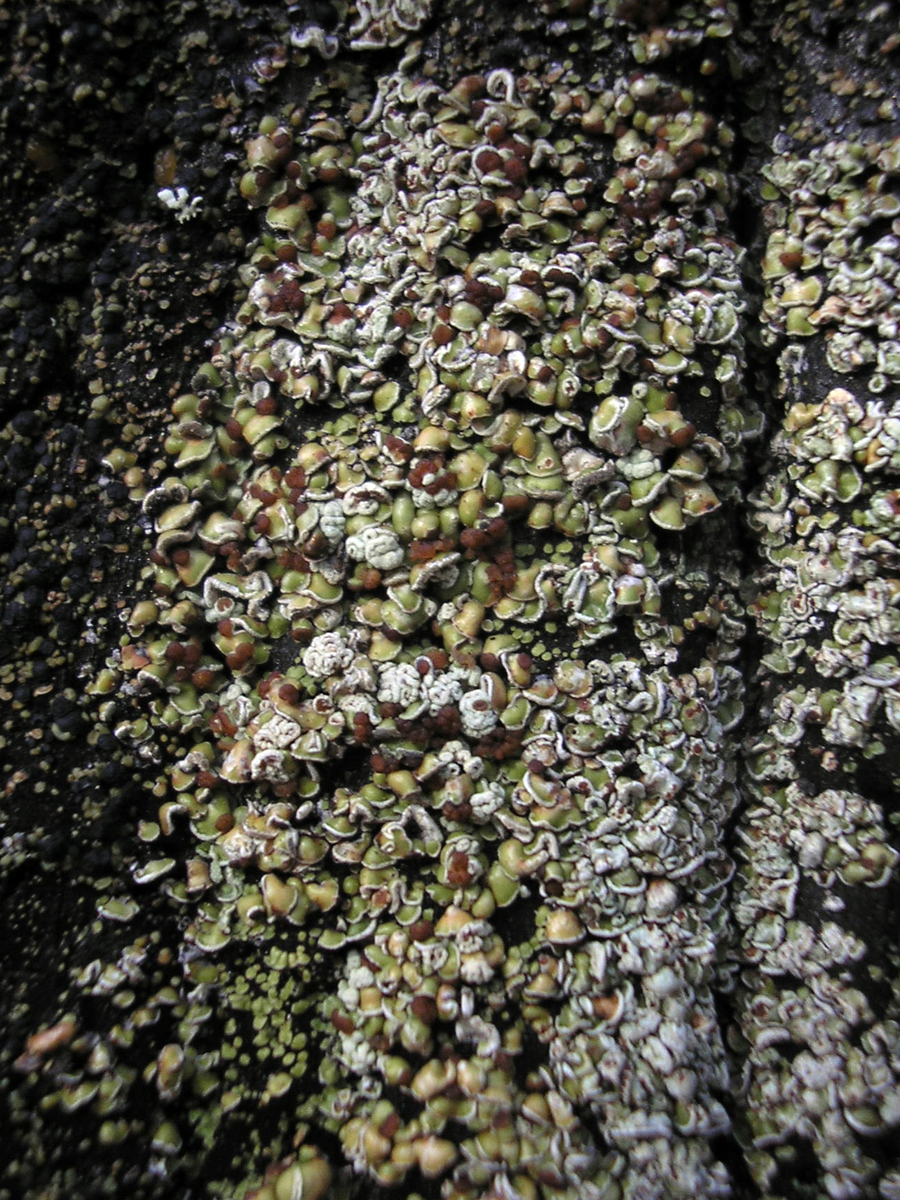
Hypocenomyce anthracophila
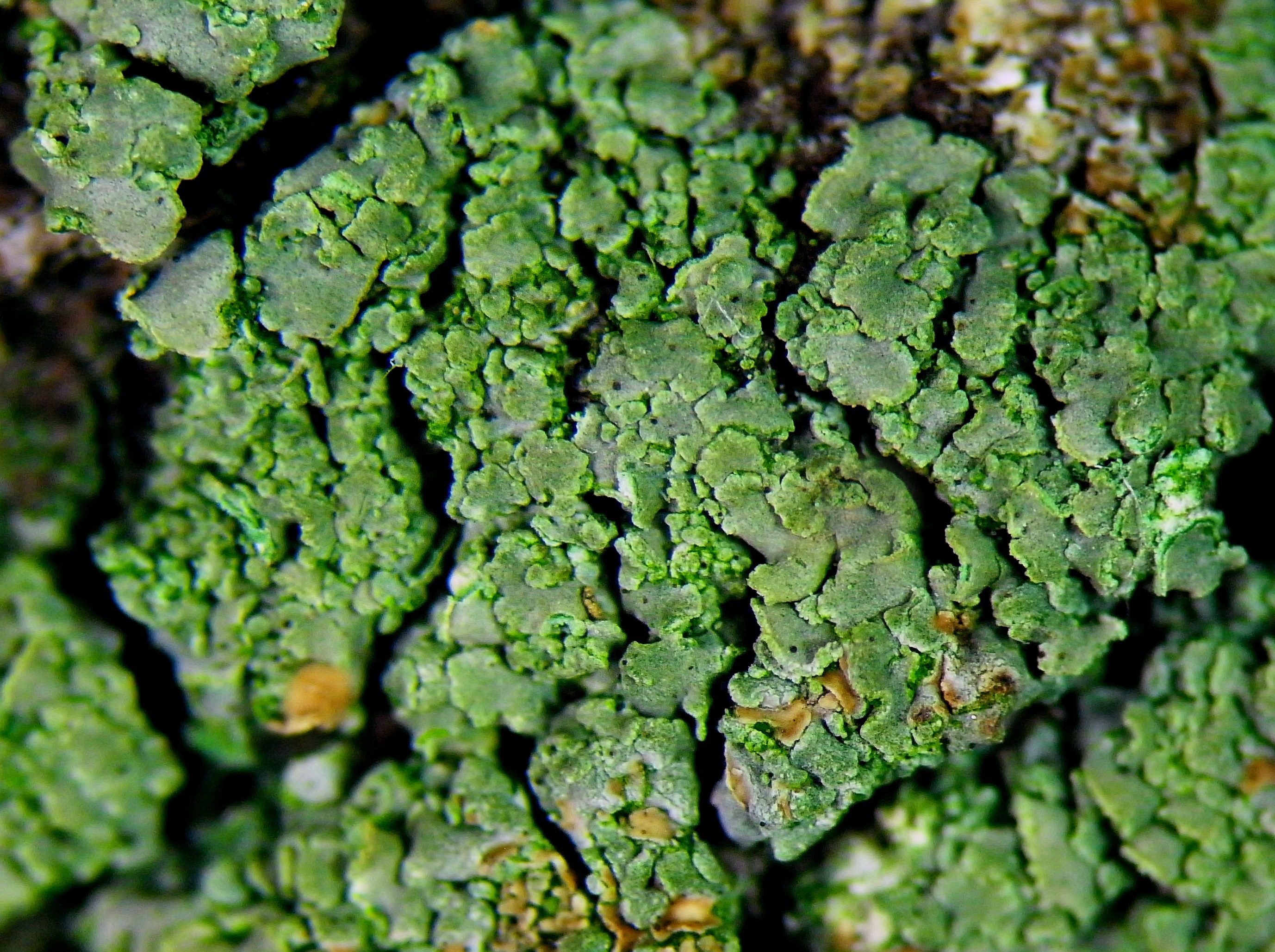
Hypocenomyce scalaris
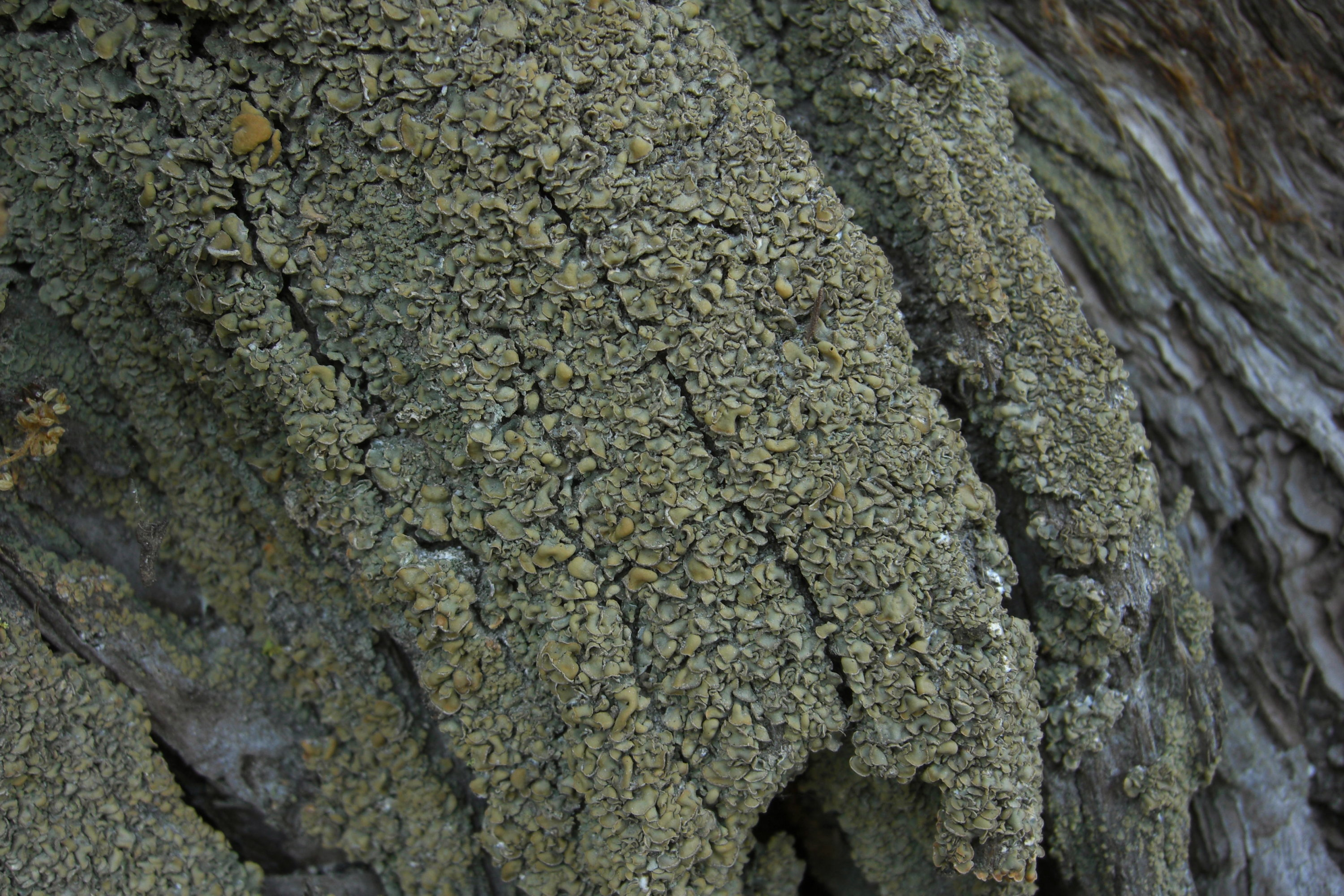
Hypocenomyce scalaris